# Liste der Naturdenkmäler in Wien/Hietzing
Die Liste der Naturdenkmäler in Wien/Hietzing listet alle als Naturdenkmal ausgewiesenen Objekte im 13. Wiener Gemeindebezirk Hietzing auf.

## Naturdenkmäler
| Foto |                 | Name                                                                        | ID  | Standort                                                             | Beschreibung | Fläche | Datum      |
| ---- | --------------- | --------------------------------------------------------------------------- | --- | -------------------------------------------------------------------- | --- | ------ | ---------- |
| 0 BW | Datei hochladen | Esche (Fraxinus excelsior)                                                  | 35  | Wien, Schloßberggasse 17 Standort                                    | Ursprünglich waren auch eine Schwarzpappel und ein Silberahorn geschützt. Die Esche hat einen Stammumfang von 2 m. |        | 06.07.1937 |
| 1    | Datei hochladen | Morgenländische Platane (Platanus orientalis)                               | 56  | Wien, Eduard Klein-Gasse 7 Standort                                  | Die Platane wurde aufgrund ihrer Schönheit geschützt. |        | 20.12.1937 |
| 0 BW | Datei hochladen | Stechpalme (Ilex aquifolium)                                                | 58  | Wien, Neue Welt-Gasse 11 Standort                                    | Die Stechpalme wurde wegen ihrer Schönheit und ihrer Seltenheit unter Schutz gestellt. |        | 20.12.1937 |
| 1    | Datei hochladen | Eichenallee                                                                 | 72  | Wien, Weidlichgasse Standort                                         | Die Eichenallee wurde wegen ihrer Schönheit und Seltenheit unter Schutz gestellt. |        | 27.06.1938 |
| 1    | Datei hochladen | Mammutbaum (Sequoiadendron giganteum)                                       | 83  | Wien, Hochmaisgasse 8–10 Standort                                    | Die Wellingtonie wurde aufgrund ihrer Schönheit und Seltenheit unter Schutz gestellt. |        | 22.09.1938 |
| 1    | Datei hochladen | Kalifornische Flußzeder (Calocedrus decurrens)                              | 106 | Wien, Wenzgasse 7 KG: Unter St. Veit Standort                        | |        | 07.02.1939 |
| 1    | Datei hochladen | Ginkgobaum (Ginkgo biloba)                                                  | 110 | Wien, Schönbrunner Schloßgarten Standort                             | Der Ginkgobaum wurde bereits 1781 nach Wien gebracht und dürfte daher das älteste Exemplar Österreichs sein. |        | 04.02.1939 |
| 1    | Datei hochladen | 2 Morgenländische Platanen (Platanus orientalis)                            | 122 | Wien, Hietzing, Am Platz Standort                                    | Diese Platanen wurde wegen ihrer Schönheit und ihrer Wirkung für das Ortsbild unter Schutz gestellt. |        | 29.03.1939 |
| 1    | Datei hochladen | Mammutbaum (Sequoiadendron giganteum)                                       | 124 | Wien, Stock im Weg 19 Standort                                       | Die Riesen-Sequoia wurde wegen ihrer Schönheit und Seltenheit unter Schutz gestellt. |        | 29.03.1939 |
| 1    | Datei hochladen | Eibe (Taxus baccata)                                                        | 126 | Wien, Streckerpark Standort                                          | |        | 12.02.1937 |
| 1    | Datei hochladen | Eichenbestand „Napoleonwald“                                                | 177 | Wien, Felixgasse/Anatourgasse Standort                               | Der so genannte „Napoleonwald“ ist ein Rest des Lainzer Tiergartens, der ehemals bis zur Speisinger Straße reichte. |        | 04.09.1941 |
| 1    | Datei hochladen | Morgenländische Platane (Platanus orientalis)                               | 178 | Wien, Auhofstraße 11 Standort                                        | |        | 04.09.1941 |
| 1    | Datei hochladen | Japanischer Schnurbaum (Sophora japonica)                                   | 179 | Wien, Schönbrunn, Botanischer Garten Standort                        | |        | 04.09.1941 |
| 1    | Datei hochladen | Stieleiche (Quercus robur)                                                  | 180 | Wien, Schönbrunn, Botanischer Garten Standort                        | |        | 04.09.1941 |
| 1    | Datei hochladen | Eibe (Taxus baccata)                                                        | 181 | Wien, Schönbrunn, Botanischer Garten Standort                        | |        | 04.09.1941 |
| 1    | Datei hochladen | Platane (Platanus x hybrida)                                                | 182 | Wien, Dommayergasse 7 Standort                                       | |        | 04.09.1941 |
| 0 BW | Datei hochladen | Morgenländische Platane (Platanus orientalis)                               | 188 | Wien, Hietzinger Hauptstr. 20 Standort                               | |        | 04.09.1940 |
| 1    | Datei hochladen | Feldulme (Ulmus minor)                                                      | 189 | Wien, Dr. Schober Straße 1 Standort                                  | |        | 04.09.1941 |
| 1    | Datei hochladen | Hofjagdallee                                                                | 350 | Wien, Hofjagdallee Standort                                          | |        | 08.05.1946 |
| 1    | Datei hochladen | Efeustock (Hedera helix)                                                    | 366 | Wien, Lainzer Straße 85 Standort                                     | |        | 26.09.1950 |
| 1    | Datei hochladen | mehrere Baumgruppen                                                         | 399 | Wien, Hermesstraße/Friedenszeile Standort                            | Die Baumgruppen in der Mitte der Hermesstraße und in der Friedenszeile geben der Umgebung ihr charakteristisches Gepräge. |        | 10.12.1952 |
| 1    | Datei hochladen | Platane (Platanus x hybrida)                                                | 418 | Wien, Hügelgasse, vor Nr. 7 Standort                                 | Die Platane weist einen Brusthöhenumfang von 2,2 m, eine Höhe von 18 m und einen Kronendurchmesser von 16 m auf. |        | 17.01.1955 |
| 1    | Datei hochladen | Ginkgobaum (Ginkgo biloba)                                                  | 427 | Wien, Neue Welt-Gasse 14 Standort                                    | Der Baum hat 3 m Brusthöhenumfang, 18 m Kronendurchmesser und eine Höhe von ca. 16 m. Er ist wegen seiner Größe, der guten Kronenform und wegen seiner ortsbildprägenden Wirkung geschützt. |        | 12.05.1955 |
| 1    | Datei hochladen | mehrere Naturgebilde                                                        | 433 | Wien, Hackinger Schlosspark, Seuttergasse vis à vis Nr. 12 Standort  | Sämtliche Baume stammen aus der Zeit der Anlage des Schlossparks im 18. Jh. Es handelt sich um jeweils ein Exemplar der Gattungen Feldahorn, Winterlinde, Eibe, Virginischer Wacholder, Spitzahorn, Stechfichte, Ginkgo sowie einen Teich mit Quelle.                                                                                            |        | 04.07.1955 |
| 1    | Datei hochladen | Morgenländische Platane (Platanus orientalis)                               | 445 | Wien, Wattmanngasse 8 Standort                                       | Der Stammumfang beträgt 4,2 m, die Höhe 24 m und der Kronendurchmesser 17 m. Der Baum dürfte aus der zweiten Hälfte des 18. Jhs. stammen. |        | 21.02.1956 |
| 1    | Datei hochladen | Eibe (Taxus baccata)                                                        | 446 | Wien, Maxingstraße 18 Standort                                       | Die Eibe ist nicht nur durch ihre gewaltigen Ausmaße schützenswert, sondern auch durch die Tatsache, dass sie im Hof des Hauses steht, in dem die „Fledermaus“ geschrieben wurde, was ihr eine lokalhistorische Bedeutung verleiht. |        | 22.03.1956 |
| 0 BW | Datei hochladen | Eibe (Taxus baccata)                                                        | 449 | Wien, Veitlissengasse 4a Standort                                    | Bäume dieser Größe (Stammumfang 1,9 m, Höhe 8 m, Kronendurchmesser 14 m) sind in Wien selten, dazu kommt noch die Beastung bis zum Boden. |        | 16.04.1956 |
| 1    | Datei hochladen | Winterlinde (Tilia cordata)                                                 | 455 | Wien, Vinzenz Heß-Gasse 14 Standort                                  | Der mehr als 150-jährige Baum hat gewaltige Ausmaße erreicht. |        | 03.08.1956 |
| 1    | Datei hochladen | Baumhasel (Corylus colurna), Eibe (Taxus baccata)                           | 464 | Wien, Gloriettegasse 3–5, Weidlichgasse 4 Standort                   | Ursprünglich war auch noch eine Rosskastanie unter Schutz. Nach der Teilung des Grundstücks liegen die Bäume nunmehr an zwei verschiedenen Adressen. |        | 06.08.1956 |
| 0 BW | Datei hochladen | Baumhasel (Corylus colurna)                                                 | 468 | Wien, Gloriettegasse 10 Standort                                     | Der Baum wurde aufgrund seiner Größe und Form unter Schutz gestellt. |        | 13.08.1957 |
| 1    | Datei hochladen | Urwald am Johannserkogel                                                    | 478 | Wien, Lainzer Tiergarten Standort                                    | Die Gehölzgruppe besteht aus 250- 350-jährigen Trauben- und Stieleichen, jüngeren Zerreichen sowie Rot- und Weißbuchen. |        | 05.11.1969 |
| 0 BW | Datei hochladen | Sommerlinde (Tilia platyphyllos), Blutbuche (Fagus sylvatica „Atropunicea“) | 509 | Wien, Auhofstraße 241 Standort                                       | Diese Bäume wurden wegen ihres Alters, ihrer Größe, und des Gepräges auf ihre Umgebung unter Schutz gestellt. |        | 09.11.1959 |
| 1    | Datei hochladen | Morgenländische Platane (Platanus orientalis)                               | 531 | Wien, Raschgasse 1 Standort                                          | Es handelt sich um ein kräftiges und gesundes Exemplar, das in genügender Entfernung zu Baulichkeiten steht. |        | 22.09.1970 |
| 0 BW | Datei hochladen | Stechpalme (Ilex aquifolium), Ginkgobaum (Ginkgo biloba)                    | 541 | Wien, Larochegasse 30 Standort                                       | Die beiden Bäume wurden wegen ihrer Größe und Seltenheit unter Schutz gestellt. |        | 25.08.1971 |
| 1    | Datei hochladen | Hörndlwald                                                                  | 549 | Wien, Josef Lister-Gasse Standort                                    | Der Hörndlwald stellt einen Rest der östlichen Teile des Lainzer Tiergartens dar. |        | 29.11.1973 |
| 1    | Datei hochladen | Platane (Platanus x hybrida), Eibe (Taxus baccata)                          | 550 | Wien, Dommayergasse 6 Standort                                       | Die Platane ist ca. 20 m hoch und hat in 1,3 m Abstand vom Boden einen Stammdurchmesser von 0,8 m. Beide Bäume sind um die 120 Jahre alt. |        | 22.01.1973 |
| 0 BW | Datei hochladen | Winterlinde (Tilia cordata)                                                 | 559 | Wien, Gallgasse 3 Standort                                           | Die ca. 150 Jahre alte Linde ist 12 m hoch und hat einen Stammdurchmesser von 70 cm. |        | 07.05.1973 |
| 0 BW | Datei hochladen | Stieleiche (Quercus robur)                                                  | 578 | Wien, Winzerstraße 15 Standort                                       | Es handelt sich um eine doppelstämmige Eiche mit einem Stammumfang von 3,5 m in Brusthöhe. |        | 29.11.1973 |
| 0 BW | Datei hochladen | Stieleiche (Quercus robur)                                                  | 579 | Wien, Winzerstraße 15 Standort                                       | Es handelt sich um eine doppelstämmige Eiche mit schöner Kronenbildung. |        | 29.11.1973 |
| 1    | Datei hochladen | Tränenkiefer (Pinus wallichiana)                                            | 594 | Wien, Steckhovengasse 8 Standort                                     | Das stattliche Exemplar ist mit seinen gut 30 m Höhe gut von der Straße sichtbar und prägt so auch das Straßenbild. |        | 17.07.1974 |
| 1    | Datei hochladen | 25 Schwarzkiefern (Pinus nigra), Blutbuche (Fagus sylvatica „Atropunicea“)  | 606 | Wien, Braunschweiggasse 14 Standort                                  | Der Baumbestand stellt ein Relikt des ehemaligen Parkschutzgebietes zwischen dem Hietzinger Kai und der Auhofstraße, der Braunschweiggasse und der Dommayergasse dar. |        | 13.11.1975 |
| 1    | Datei hochladen | Baumgruppe                                                                  | 612 | Wien, Hietzinger Hauptstr.14 Standort                                | Die Baumgruppe ist ein traditioneller Bestandteil der Platzgestaltung. |        | 16.01.1975 |
| 1    | Datei hochladen | Eibe (Taxus baccata)                                                        | 618 | Wien, Steckhovengasse 2/Hietzinger Hauptstraße Standort              | Der Baum prägt das Ortsbild und wurde durch seine Schönheit und seinen Wuchs unter Schutz gestellt. |        | 25.02.1975 |
| 1    | Datei hochladen | Platane (Platanus x hybrida)                                                | 623 | Wien, Auhofstraße 10 Standort                                        | Der Baum hat einen Stammumfang von ca. 4,80 m, und einen Kronendurchmesser von 30 m, was in dieser Ausformung in Wien eine ausgesprochene Seltenheit ist. Der Baum prägt das örtliche Stadtbild entscheidend. Der Baum gehört zur Platanengruppe, die vom Hietzinger Kai herauf in Hinterhöfen und auf kleineren Plätzen erhalten geblieben ist. |        | 12.09.1975 |
| 0 BW | Datei hochladen | Rosskastanie (Aesculus hippocastanum)                                       | 648 | Wien, Anton Langer-Gasse 32 Standort                                 | Die Rosskastanie wurde wegen ihrer Rolle für das Ortsbild von Speising unter Schutz gestellt. |        | 19.11.1976 |
| 0 BW | Datei hochladen | Stieleiche (Quercus robur)                                                  | 663 | Wien, Jagdschlossgasse 33 Standort                                   | Der Baum ist ca. 120 Jahre alt, 15 m hoch und weist einen Stammumfang von 305 cm auf. |        | 06.02.1978 |
| 1    | Datei hochladen | Eibe (Taxus baccata)                                                        | 669 | Wien, Gallgasse 42 Standort                                          | Es handelt sich um eine mehrstämmige Eibe mit einer selten schön gewachsenen Krone (Stammumfang in 1 m Höhe 1,84 m). |        | 30.07.1979 |
| 1    | Datei hochladen | Stieleiche (Quercus robur)                                                  | 676 | Wien, Lainzer Straße 157–159 KG: Lainz Standort                      | Der Baum hat 2,72 m Umfang. Der Stamm ist etwas beulig, im unteren Teil sind einige Klebeäste, sonst gerade. |        | 05.02.1979 |
| 1    | Datei hochladen | 2 Säulenwacholder (Juniperus chinensis)                                     | 679 | Wien, Feldkellergasse 13 Standort                                    | Die Bäume wurde wegen ihrer Größe und regelmäßigen Ausformung unter Schutz gestellt. |        | 18.12.1979 |
| 0 BW | Datei hochladen | Silberpappel (Populus alba)                                                 | 684 | Wien, Wenzgasse 18–24 Standort                                       | Der Baum wurde wegen seiner Größe und seines ortsbildprägenden Charakters unter Schutz gestellt. |        | 15.04.1980 |
| 1    | Datei hochladen | Blutbuche (Fagus sylvatica „Atropunicea“)                                   | 690 | Wien, Nothartgasse 17 Standort                                       | Die Rotbuche wurde aufgrund ihres Wuchses und ihrer Ausformung unter Schutz gestellt. |        | 10.10.1980 |
| 0 BW | Datei hochladen | Winterlinde (Tilia cordata)                                                 | 696 | Wien, Kremsergasse 15 Standort                                       | Die Linde ist ca. 25 m hoch und hat einen Stammumfang von 3,2 m. Sie wurde für ihre Prägung des Ortsbildes unter Schutz gestellt. |        | 08.10.1981 |
| 1    | Datei hochladen | Baumhasel (Corylus colurna)                                                 | 705 | Wien, Altgasse 17 Standort                                           | Der Baum hat eine Höhe von ca. 22 bis 25 m, einem Kronendurchmesser von ca. 15 m und einem Stammdurchmesser von ca. 70 cm. Der Baum hat einen sehr hohen Kronenansatz (ca. 5 m). Die Krone ist gegenüber der arttypischen Form eher breiter. |        | 31.08.1982 |
| 1    | Datei hochladen | 3 Edelkastanien (Castanea sativa)                                           | 721 | Wien, Hanselmayergasse 20 Standort                                   | Die Bäume haben Stammumfänge von 238 cm, 198 cm und 167 cm, sind zwischen 10 und 12 m hoch und haben einen Kronendurchmesser von 8 bis 12 m. |        | 31.07.1986 |
| 1    | Datei hochladen | 3 Silberahorn (Acer saccharinum)                                            | 738 | Wien, Faistauergasse/Wilhelm Leibl-Gasse Standort                    | Die Bäume konnten sich ungehindert entfalten und erreichten dadurch größere Ausmaße als üblich. |        | 10.04.1989 |
| 1    | Datei hochladen | Esche (Fraxinus excelsior)                                                  | 748 | Wien, Premreinergasse 14/Geylinggasse Standort                       | Die Esche weist einen Stammumfang von 257 cm auf und hat kaum Schäden oder Fehler. |        | 18.01.1991 |
| 1    | Datei hochladen | Rosskastanie (Aesculus hippocastanum)                                       | 749 | Wien, Premreinergasse 18 Standort                                    | Der Baum besitzt einen Stammumfang von 260 cm und wurde seiner schönen Gestalt wegen unter Schutz gestellt. |        | 30.01.1991 |
| 1    | Datei hochladen | Winterlinde (Tilia cordata)                                                 | 772 | Wien, Hietzinger Hauptstraße 46 Standort                             | Die Linde weist einen Stammumfang von 366 cm, eine Höhe von 21 m und einen Kronendurchmesser von 16 m auf. Eine Besonderheit ist, dass sie sich in einer Höhe von 2 m in etwa gleich breite Stämmlinge aufteilt. |        | 04.11.1998 |
| 0 BW | Datei hochladen | Schwarzkiefer (Pinus nigra)                                                 | 775 | Wien, St. Veit-Gasse 41–43 Standort                                  | Die Kiefer wurde wegen ihres ortsbildprägenden Charakters unter Schutz gestellt, ausdrücklich mit der gesamten Kronenschirmfläche. |        | 17.10.2001 |
| 1    | Datei hochladen | Sommerlinde (Tilia platyphyllos)                                            | 776 | Wien, Gloriettegasse 1 Standort                                      | Der etwa hundertjährige Baum wurde aufgrund seines ortsbildprägenden Charakters unter Schutz gestellt. |        | 04.10.2000 |
| 1    | Datei hochladen | Blutbuche (Fagus sylvatica)                                                 | 793 | Wien, Gloriettegasse 10/Trauttmansdorffg. 35 Standort                | Die Buche wurde für das Gepräge, das sie dem umliegenden Garten verleiht unter Schutz gestellt. |        | 11.01.2006 |
| 1    | Datei hochladen | Baumhasel (Corylus colurna)                                                 | 800 | Wien, Wolfrathplatz vor Nr. 1 Standort                               | Der Baum hat einen Stammumfang von 1,90 m, einen Kronendurchmesser von ca. 16 m und eine Höhe von ungefähr 16 m. Das Alter kann mit 70 bis 80 Jahren angegeben werden. Er wurde wegen seines ortsbildprägenden Charakters unter Schutz gestellt.                                                                                                 |        | 03.05.2007 |
| 1    | Datei hochladen | Sommerlinde (Tilia platyplyllos)                                            | 809 | Wien, Fleschgasse 8 Standort                                         | Die Linde wurde wegen ihres ortsbildprägenden Charakters unter Schutz gestellt. |        | 22.01.2009 |
| 1    | Datei hochladen | Blutbuche (Fagus sylvatica Atropurpurea)                                    | 810 | Wien, Hietzinger Hauptstraße 42D Standort                            | Der Baum wurde wegen seines ortsbildprägenden Charakters unter Schutz gestellt. |        | 30.06.2008 |
| 1    | Datei hochladen | Flügelnuss (Pterocarya)                                                     | 816 | Wien, Wolkersbergenstraße/Eugen Jettel-Weg (Umkehrschleife) Standort | Der Baum hat einen Stammumfang von 4,10 m (gemessen in 1 m Höhe ab Boden), einen Kronendurchmesser von ca. 26 m und eine Höhe von ungefähr 18 m. Besonders die Freistandskrone hat einen ortsbildenden Charakter. |        | 20.11.2009 |
| 0 BW | Datei hochladen | Blutbuche (Fagus sylvatica purpurea)                                        | 833 | Wien, Gobergasse 27 Standort                                         | |        | 19.06.2013 |
| 1    | Datei hochladen | Winterlinde (Tilia cordata)                                                 | 835 | Wien, Fasangartensiedlung 6 Standort                                 | |        | 04.02.2014 |
| 1    | Datei hochladen | Pyramideneiche (Quercus robur „Fastigiata“)                                 | 836 | Wien, Weidlichgasse 17 Standort                                      | |        | 09.05.2014 |

## Ehemalige Naturdenkmäler
| Foto |                 | Name                             | ID  | Standort                              | Beschreibung | Fläche | Datum      |
| ---- | --------------- | -------------------------------- | --- | ------------------------------------- | --- | ------ | ---------- |
| 1    | Datei hochladen | Sommerlinde (Tilia platyphyllos) | 434 | Wien, Schlossberggasse 8 Standort     | Der Baum stammte aus dem 18. Jh. und zählte aufgrund seines Ausmaßes (Brusthöhenumfang 4,9 m, Kronendurchmesser rund 23 m, Höhe etwa 18 m) zu den bemerkenswertesten seiner Art in Wien. Der Baum stand nordöstlich des Jugendgästehauses und ist seit mindestens 2008 nicht mehr vorhanden. |        | 10.09.1955 |
| 1    | Datei hochladen | Wildbirnbaum (Pirus piraster)    | 447 | Wien, Adolfstorgasse, nächst Standort | Der Baum ist durch seine Seltenheit und seinen Umfang (Umfang 3 m, Höhe rund 10 m und Kronendurchmesser 12 m) schutzwürdig. |        | 16.04.1956 |

| Foto:                    | Fotografie des Naturdenkmals. Klicken des Fotos erzeugt eine vergrößerte Ansicht. Daneben finden sich zwei Symbole: \| Weitere Bilder vorhanden \| Das Symbol bedeutet, dass weitere Fotos des Objekts verfügbar sind. Durch Klicken des Symbols werden sie angezeigt. \| \| Eigenes Foto hochladen \| Durch Klicken des Symbols können weitere Fotos des Objekts in das Medienarchiv Wikimedia Commons hochgeladen werden. \| |
| Name:                    | Bezeichnung des Naturdenkmals laut offiziellen Quellen |
| ID                       | Identifikator |
| Standort:                | Es ist die Gemeinde und falls vorhanden die Adresse angegeben. Darunter sind die Katastralgemeinde (KG) und die Grundstücksnummer angeführt. Durch Aufruf des Links Standort wird die Lage des Denkmals in verschiedenen Kartenprojekten angezeigt. |
| Beschreibung             | Kurze Beschreibung des Naturdenkmals |
| Fläche                   | Fläche des Naturdenkmals in Hektar (ha) |
| Datum                    | Datum oder Jahr der Unterschutzstellung |
| Weitere Bilder vorhanden | Das Symbol bedeutet, dass weitere Fotos des Objekts verfügbar sind. Durch Klicken des Symbols werden sie angezeigt. |
| Eigenes Foto hochladen   | Durch Klicken des Symbols können weitere Fotos des Objekts in das Medienarchiv Wikimedia Commons hochgeladen werden. |